# Clásico Laferrere-Liniers
El clásico Laferrere-Liniers,  conocido y nombrado como el "Clásico de La Matanza"  o "Clásico Matancero" es un duelo de fútbol de ascenso en Argentina, cuyo primer cruce se remonta hace 45 años, el 15 de septiembre de 1979. El antagonismo entre las instituciones creció paulatinamente desde mediados de los 80 cuando pelearon el ascenso a Primera C en 1986 y Liniers posteriormente se instala en el barrio de Villegas, donde la cercanía de los estadios de ambos equipos es de 7,5 kilómetros dentro del Partido de La Matanza, conectados por avenida Crovara retomando Ruta 21.
El clásico entre Liniers y Laferrere dejó secuelas.8 de octubre de 2010, diario Popular. 
Este clásico cuenta con partidos memorables, en 1980 en cancha de Laferrere, Liniers luego de ir perdiendo 3 tantos a 1 da vuelta el marcador para finalmente ganar por 3 a 4 con un hat trick a sus 17 años de Blas Giunta. Los equipos pelearon varios torneos y ascendieron de categoría conjuntamente en 1986 a Primera C y en 2023 a Primera B.
Se enfrentaron hasta en tres categorías, Primera B Metropolitana, Primera C y Primera D y cada enfrentamiento es disputado fuertemente, que originó secuelas como despidos de entrenadores. También polémicas en AFA donde en 2011 se le dio por perdido un partido definitorio a Laferrere por mala inclusión de un jugador ante el reclamo de Liners. La rivalidad y vecindad generaron hechos folclóricos dónde llegaron a cruzarse las cuentas oficiales de cada equipo.

## Historia
Los clásicos hay que ganarlos. ¿Cómo?, es realmente muchas veces importa y poco. Así lo entendió Liniers, quien en cancha de Argentino de Merlo, venció a Lafe en lo que fue una nueva edición del clásico de La Matanza.Diario Olé, 29 de febrero, 2024 
 
Luego de la rivalidad surgida estuvieron algunos años sin enfrentarse hasta 1999 con sendos empates. En el año 2000 el equipo Verde obtiene una goleada en Villegas por 4 a 0. Ya en la temporada de la Primera C 2010-11 vuelven a ser protagonistas del campeonato, Laferrere que pierde posiciones de ascenso e hizo que cesarán a su entrenador después de empatar un clásico de local.
En el campeonato de Primera C 2011-12 se vuelve a reditar otro duelo memorable, en un Clásico jugado en Villegas Laferrere vencía 2 a 0 a Liniers, el equipo celeste da vuelta el marcador para ponerse 4 a 2, Caferata descontó sobre la hora para terminar 4 a 3.
Ambos equipos clasificaron para el torneo reducido, en Villegas el Verde, gana el clásico 1-0 a Liniers, pero días después del partido, la AFA le dio por ganado el duelo a la Topadora por mala inclusión de un jugador del equipo verde y blanco, enardeciendo a hinchas y dirigentes de Laferrere con sus vecinos de Villegas, de los que sospecharon hacerlo a sus espaldas.
Clásico Laferrere-Liniers, La Topadora de San Justo y el Villero de Gregorio de Laferrere protagonizan el clásico de La Matanza.TyC Sports, 14 de abril de 2022. 
Luego de seis años sin enfrentarse y tras el campeonato y ascenso logrado por Liniers se vuelve a reeditar el clásico. Los equipos vuelven a pelear posiciones de ascenso ganando Laferrere el primer duelo.
El Verde logra el ascenso a la Primera B y en la última fecha visita a La Topadora en Villegas, quien tras el triunfo por 2 a 0 en el Clásico, la cuenta oficial celeste replicó "ganó el equipo grande de Matanza", la cuenta de Laferrere contesta a sus vecinos de Villegas "ascendió el más grande de La Matanza".
Liniers ascendió por reglamento y el objetivo fue cumplido por ambos y las cuentas oficiales de sendos clubes intercambiaron "chicanas" que se hicieron virales en las redes sociales.

Los Villeros habían festejado el ascenso de la Primera C a la B Metro con una gastada a su clásico de La Matanza. Sin embargo, por una reestructuración de la AFA ayer la Topadora del Oeste también subió de categoría y le respondió al Verde en las redes.Instagram oficial de TyC Sports, 13 de diciembre de 2023.

En marzo de 2025 el equipo celeste viene peleando el torneo de Primera B y visita a su rival, Laferrere venía obteniendo la victoria por 2 a 0, Liniers remonta y empata el duelo, Lafe se vuelve a poner en ventaja pero cuando se jugaban 4 minutos de tiempo adicional, el conjunto de Villegas empata el clásico sobre la hora en 3 tantos por bando. Los jugadores de Liniers festejaron en el banco de suplentes ante el enardecimimiento de algunos plateistas locales.

### Reseña histórica
A continuación se cita una reseña de carácter histórico que describe los comienzos de este duelo futbolístico hace 45 años.

Todo arrancó el 15 de septiembre de 1979 y continuó con un recordado partido el 30 de diciembre de 1980, allí casi brindando por las fiestas, en un partido pendiente, cuando en la cancha de Rodney y Magnasco (sin tribunas en aquella época) Liniers daba vuelta un 1-3 para ganar con 3 goles de Blas Giunta 4 a 3, en un cotejo que terminó casi en penumbras, porque había comenzado con retraso (se había roto el micro de Liniers y llegaron los jugadores en un par de autos que pudieron conseguir) y que tuvo un sin fin de anécdotas (que algún día contaremos). Carlos Arias dirigía a Liniers. En la recordada sede de José León Suárez jugadores, cuerpo técnico, directivos e hinchas terminaron festejando fin de año hasta altas horas de la noche.
Celestes y Verdes llegaron juntos a la C en 1986, luego Lafe siguió su camino ascendente hasta el Nacional B. Liniers en cambio alternó entre la C y la D. Pero volvieron a encontrarse unos años más tarde.
23 de mayo de 2013, Liniers en ascenso.

## Tabla comparativa
- Actualizado hasta febrero de 2024.

| Observaciones              |                                            |                                 |
| -------------------------- | ------------------------------------------ | ------------------------------- |
| Nombre completo            | Club Social y Cultural Deportivo Laferrere | Club Social y Deportivo Liniers |
| Fecha de fundación         | 9 de julio de 1956                         | 2 de julio de 1931              |
| Apodo                      | Villero                                    | La Topadora del Oeste           |
| Temporadas                 |                                            |                                 |
| Total en AFA               | 51                                         | 88                              |
| en Segunda División        | 5 (10%)                                    | 4 (4,59%)                       |
| en Tercera División        | 13 (24%)                                   | 36 (40,22%)                     |
| en Cuarta División         | 33 (66%)                                   | 31 (35,63%)                     |
| en Quinta División         | 0 (0%)                                     | 17 (19,54%)                     |
| Títulos                    |                                            |                                 |
| Total en AFA               | 2                                          | 3                               |
| Títulos en Cuarta División | 2                                          | 1                               |
| Títulos en Quinta División | 0                                          | 2                               |
| Ascensos                   |                                            |                                 |
| Total en AFA               | 4                                          | 9                               |
| a Segunda División         | 1                                          | 1                               |
| a Tercera División         | 3                                          | 3                               |
| a Cuarta División          | -                                          | 5                               |

1. ↑  En 1986 Laferrere ascendió de Primera D a Primera C, pero la Primera C pasó de ser Tercera División a Cuarta División (por el nacimiento de la B Nacional), por lo cual Laferrere siguió permaneciendo en el mismo nivel: Cuarta División.

## Historial
Para confeccionar la siguiente tabla se toman en cuenta todos los partidos oficiales reconocidos por AFA.
- Actualizado hasta 14 de julio de 2024: Liniers 0-1 Laferrere.

| Competición             | Partidos | Victorias | Victorias | Empates | Goles | Goles |
| ----------------------- | -------- | --------- | --------- | ------- | ----- | ----- |
| Primera B Metropolitana | 3        | 4         | 1         | 1       | 4     | 5     |
| Primera C               | 23       | 10        | 4         | 9       | 25    | 12    |
| Primera D               | 5        | 0         | 5         | 0       | 6     | 15    |
| Total                   | 31       | 11        | 10        | 10      | 35    | 32    |

## Partidos oficiales
Resultados registrados en todos los torneos oficiales de AFA.
| #  | Torneo                       | Ronda       | Estadio            | Local     | Resultado | Visitante | Goles (L)                                                      | Goles (V)                                         |
| -- | ---------------------------- | ----------- | ------------------ | --------- | --------- | --------- | -------------------------------------------------------------- | ------------------------------------------------- |
| 1  | Primera D 1979               | RF 4        | Ant. Morón         | Liniers   | 3-2       | Laferrere | ?                                                              | Pedro Casco; Miguel Coronel                       |
| 2  | Primera D 1980               | RF 14       | Laferrere          | Laferrere | 3-4       | Liniers   | ?                                                              | Blas Giunta (3), ?                                |
| 3  | Primera D 1982               | RF 3        | ?                  | Liniers   | 3-0       | Laferrere | ?                                                              |                                                   |
| 4  | Primera D 1985               | ZB 12       | General Lamadrid   | Liniers   | 2-0       | Laferrere | Juan Márquez; Juan Schenardi                                   |                                                   |
| 5  | Primera D 1985               | ZB 25       | Laferrere          | Laferrere | 1-3       | Liniers   | Ángel Molina                                                   | Miguel Aballay (2, 1p); Juan Acosta               |
| 6  | Primera C 1986/87            | 15          | Huracán            | Liniers   | 0-4       | Laferrere |                                                                | Raúl Prada; Hugo Rodríguez; Rubén Pereyra (2)     |
| 7  | Primera C 1986/87            | 34          | Laferrere          | Laferrere | 1-1       | Liniers   | Armando Arroyo                                                 | Miguel Aballay                                    |
| 8  | Primera C 1999/00            | 1           | Liniers            | Liniers   | 0-0       | Laferrere |                                                                |                                                   |
| 9  | Primera C 1999/00            | 18          | Laferrere          | Laferrere | 1-1       | Liniers   | Sergio Rozich (p)                                              | Miguel Mendoza                                    |
| 10 | Primera C 2000/01            | Ap. 7       | Liniers            | Liniers   | 0-4       | Laferrere |                                                                | Sergio Rozich (2); Marcelo Rojas; Elías Benedetto |
| 11 | Primera C 2000/01            | Cl. 7       | Laferrere          | Laferrere | 1-0       | Liniers   | Víctor Vignola                                                 |                                                   |
| 12 | Primera C 2001/02            | Ap. 13      | Laferrere          | Laferrere | 0-0       | Liniers   |                                                                |                                                   |
| 13 | Primera C 2001/02            | Cl. 13      | Almagro            | Liniers   | 0-0       | Laferrere |                                                                |                                                   |
| 14 | Primera C 2010/11            | 11          | Laferrere          | Laferrere | 1-1       | Liniers   | Fernando Castro                                                | Juan Brunetti                                     |
| 15 | Primera C 2010/11            | 30          | Liniers            | Liniers   | 4-3       | Laferrere | Daniel Casais; Ernesto Banegas; Hugo Palmerola; Silvio Fuentes | Cristian Jeandet (2); Ariel Cafferatta            |
| 16 | Primera C 2010/11            | TR 4° Final | Liniers            | Liniers   | 1-0       | Laferrere | A. Varela                                                      | Leandro Marecos (2); Jonathan Fernández           |
| 17 | Primera C 2010/11            | TR 4° Final | Laferrere          | Laferrere | 1-0       | Liniers   |                                                                | Fernando Castro                                   |
| 18 | Primera C 2011/12            | 1           | Laferrere          | Laferrere | 0-0       | Liniers   |                                                                |                                                   |
| 19 | Primera C 2011/12            | 20          | Liniers            | Liniers   | 0-3       | Laferrere |                                                                | Leandro Marecos; Adrián Castro; M. Cardozo        |
| 20 | Primera C 2012/13            | 18          | Laferrere          | Laferrere | 0-1       | Liniers   |                                                                | Damián Villalba                                   |
| 21 | Primera C 2012/13            | 37          | Liniers            | Liniers   | 0-1       | Laferrere |                                                                | Adrián Castro                                     |
| 22 | Primera C 2013/14            | 19          | Liniers            | Liniers   | 1-2       | Laferrere | Diego Torres                                                   | Jorge Blanco; Gustavo Fernández                   |
| 23 | Primera C 2013/14            | 38          | Laferrere          | Laferrere | 1-1       | Liniers   | Leandro Witoszynski                                            | Néstor Horacio                                    |
| 24 | Primera C 2016               | 8           | Laferrere          | Laferrere | 1-0       | Liniers   | Gustavo Fernández                                              |                                                   |
| 25 | Primera C 2022               | Ap. 10      | Liniers            | Liniers   | 0-1       | Laferrere |                                                                | Carlos Morel (p)                                  |
| 26 | Primera C 2022               | Cl. 10      | Laferrere          | Laferrere | 0-0       | Liniers   |                                                                |                                                   |
| 27 | Primera C 2023               | 19          | Laferrere          | Laferrere | 1-0       | Liniers   | G. Soler                                                       |                                                   |
| 28 | Primera C 2023               | 38          | Liniers            | Liniers   | 2-0       | Laferrere | Nahuel Icazzatti; Ariel Torres                                 |                                                   |
| 29 | Primera B Metropolitana 2024 | Ap. 5       | Argentino de Merlo | Laferrere | 0-2       | Liniers   |                                                                | Cristian Barrios; Lautaro Ruíz Martínez           |
| 30 | Primera B Metropolitana 2024 | Cl. 5       | Liniers            | Liniers   | 0-1       | Laferrere |                                                                | Gonzalo Pedrosa                                   |

## En ambos clubes

### Futbolistas
- Silvio Arena[46]
- Juan Brunetti[47]
- Leandro Chaparro[48]
- Juan Coassini
- Leandro Coronel[49]
- Claudio De Felice[50]
- Damián Galván[51]
- Adrián Maldonado[52]
- Agustín Occhiato[53]
- Roberto Paccor[54]
- Ignacio Palacio[55]
- Hugo Palmerola[56]
- Néstor Pintos[57]
- Leonardo Scala[58]

### Entrenadores
- Norberto D'Angelo
- César Monasterio